# Porrog
Porrog is een plaats (község) en gemeente in het Hongaarse comitaat Somogy. Porrog telt 256 inwoners (2001).